# Список ORM-библиотек
Здесь представлен список существующего программного обеспечения ORM.

## C++
| Название | Open source | Лицензия           | Привязан к фреймворку | Поддержка Qt | Поддержка boost | Поддержка MySQL | Поддержка PostgreSQL | Поддержка SQLite | Поддержка Oracle | Поддержка MSSQL Server | Поддержка ODBC | Поддержка IBM DB2 |
| -------- | ----------- | ------------------ | --------------------- | ------------ | --------------- | --------------- | -------------------- | ---------------- | ---------------- | ---------------------- | -------------- | ----------------- |
| LiteSQL  | Да          | BSD                | нет                   | Да           |                 | Да              | Да                   | Да               |                  |                        |                |                   |
| ODB      | Да          | GPL/другая         | нет                   | Да           | Да              | Да              | Да                   | Да               | Да               | Да                     |                |                   |
| Wt::Dbo  | Да          | GPL / коммерческая | нет                   | Нет          | Да              | Да              | Да                   | Да               | Да               | Нет                    | Нет            | Нет               |
| QxOrm    | Да          | GPL/другая         | да, Qt и boost        | Да           | Да              | Да              | Да                   | Да               | Да               | Да                     | Да             | Да                |

## Flex
- Athena Framework, с открытым исходным кодом Flex ORM, встроенная поддержка мультиарендности

## GO
- GORM, с открытым исходным кодом, встроенная поддержка автомиграции, тегов полей записи, перехватчиками событий, возможность расширения за счёт добавления новых драйверов РСУБД.

| Название | Open source | Лицензия | Привязан к фреймворку | Поддержка Qt | Поддержка boost | Поддержка MySQL | Поддержка PostgreSQL | Поддержка SQLite | Поддержка Oracle | Поддержка MSSQL Server | Поддержка ODBC | Поддержка IBM DB2 |
| -------- | ----------- | -------- | --------------------- | ------------ | --------------- | --------------- | -------------------- | ---------------- | ---------------- | ---------------------- | -------------- | ----------------- |
| GORM     | Да          | MIT      | Нет                   | -            | -               | Да              | Да                   | Да               | -                | *odbc                  | Да             | *odbc             |

## Java
- ActiveJDBC — Java реализация паттерна ActiveRecord, вдохновленная Ruby on Rails
- Carbonado, фреймворк с открытым исходным кодом, опирающийся на Berkeley DB или JDBC
- Cayenne, Java ПО с открытым исходным кодом от компании Apache
- DataNucleus, JDO и JPA реализация с открытым исходным кодом. Ранее известна была как JPOX
- Ebean, ORM-фреймворк с открытым исходным кодом
- EclipseLink, свободный персистенс и ORM-фреймворк Eclipse
- Enterprise Objects Framework, Mac OS X/Java, часть Apple WebObjects
- Fast Java Object Relation Mapping (Fjorm)
- Hibernate, ORM-фреймворк с открытым исходным кодом, широко распространен
- Java Data Objects (JDO)
- Java Object Oriented Querying (jOOQ)
- Java Persistence API (JPA)
- Kodo, коммерческая реализация обоих объектов Java Data Objects и Java Persistence API
- MyBatis, бесплатный, с открытым исходным кодом, ранее назывался iBATIS
- Object Relational Bridge (Apache OJB), Java ORM; Apache ObJectRelationalBridge перестал поддерживаться и развиваться с 2011/01/16
- OpenJPA, Apache, с открытым исходным кодом, с поддержкой JPA API
- ORMLite, легкий фреймворк с открытым исходным кодом, поддерживает JDBC и Android
- QueryDSL, предлагает замечательную сбалансированность между автогенерацией и управляемостью. Рекомендована как генератор сложных запросов для Hibernate и SpringORM
- QuickDB ORM, ORM-фреймворк с открытым исходным кодом (GNU LGPL)
- TopLink от Oracle
- Torque, Java ORM
- UcaOrm, ORM-фреймворк с открытым исходным кодом для Android
- RESTjee, ORM-сервлет, предоставляющий удаленный RESTful доступ к данным, поддерживает HTTP и JSON

## iOS
- DatabaseObjects .NET, open source (через MonoTouch)
- Core Data от Apple для Mac OS X и iOS
- Realm

## .NET
- ADO.NET Entity Framework, включена в .NET Framework 3.5 SP1 и новее
- Base One Foundation Component Library, бесплатная и коммерческая версии
- Business Logic Toolkit, с открытым исходным кодом
- Castle ActiveRecord, ActiveRecord для .NET, с открытым исходным кодом
- DatabaseObjects .NET, с открытым исходным кодом
- DataObjects.NET, коммерческая
- Dapper, с открытым исходным кодом
- DevExpress eXpressPersistent Objects™ (XPO), коммерческая, с 30-дневным пробным периодом
- ECO, коммерческая, но свободное использование до 12 классов
- EntitySpaces, была коммерческой, сейчас бесплатна
- iBATIS, бесплатная, с открытым исходным кодом, поддерживалась ASF, но сейчас не активна
- LINQ to DB / linq2db, бесплатная с открытым исходным кодом
- LLBLGen Pro, коммерческая
- Neo, с открытым исходным кодом, но сейчас не активна
- NHibernate, с открытым исходным кодом
- nHydrate, с открытым исходным кодом
- Persistor.NET, бесплатная или коммерческая
- Quick Objects, бесплатная или коммерческая
- Sabine.NET, бесплатная с открытым кодом.
- Signum Framework, с открытым исходным кодом
- SubSonic, с открытым исходным кодом
- JoPa, с открытым исходным кодом

## Delphi
- Bold for Delphi передовая ORM-библиотека и фреймворк
- ECO от Capable Objects, доступна для Delphi 2007 и Delphi Prism 2010
- EntityDAC[1] — производительный ORM фреймворк для Delphi (последний релиз — 5 июля 2016 года). Работает на всех вышедших на данный момент версиях Delphi.
- DORM[2] - мощная надёжная система, проверенная во многих проектах. Работает только с Delphi.
- mORMot[3] - высокопроизводительные серверы с прямым подключением клиентов через REST/JSON с любой платформы Delphi (VCL/FMX), FPC/Lazarus или SmartMobileStudio/HTML5 (включая мобильные целевые приложения).

## Objective-C, Cocoa
- Enterprise Objects, одна из первых коммерческих ORM, доступна как часть WebObjects

## Perl
- DBIx::Class — ORM для Perl
- Rose::DB — оболочка DBI

## PHP
- CakePHP, ORM и фреймворк для PHP 5, с открытым исходным кодом (скаляры, массивы, объекты); на основе самоанализа базы данных, ни один класс не распространяется
- CodeIgniter, фреймворк, включающий в себя реализацию ActiveRecord, но по сути CodeIgniter ActiveRecord является лишь классом для постройки SQL запроса и не имеет никакого отношения к ORM или ActiveRecord
- Cycle ORM[4], Spiral Framework
- Doctrine, ORM для PHP 7.1+ Бесплатное ПО (MIT), с открытым исходным кодом
- Eloquent, ActiveRecord ORM для PHP ^7.2[5], с открытым исходным кодом (MIT), из фреймворка Laravel. Она также доступна в качестве независимого компонента
- FuelPHP, ORM и фреймворк для PHP 5.3, выпущена под лицензией MIT. Основана на ActiveRecord.
- ORM Designer, инструмент визуализации и кодогенератор для PHP ORM фреймворков, коммерческая
- PHPixie, ORM и фреймворк для PHP 5.3, с открытым исходным кодом
- Propel, ORM и запрос-инструментарий для PHP 5, вдохновлен Apache Torque, бесплатное ПО, MIT
- Qcodo, ORM и фреймворк для PHP 5, с открытым исходным кодом
- Rocks, ORM с открытым исходным кодом для PHP 5.1+, бесплатна для некоммерческого использования, GPL
- Redbean, ORM слой для PHP 5, создает и поддерживает таблицы на лету, с открытым исходным кодом, BSD
- Torpor, ORM с открытым исходным кодом для PHP 5.1+, бесплатное ПО, MIT, база данных и ОС агностик
- Yii, ORM и фреймворк для PHP 5, выпускается под лицензией BSD. Основан на ActiveRecord
- Zend Framework, свободный фреймворк для разработки веб-приложений и веб-сервисов, в состав которого входит реализация интерфейса для доступа к таблицам и строкам
- SuQL, свободная ORM библиотека, DataMapper MIT

## Python
- Django, ORM включенная в Django фреймворк, с открытым исходным кодом
- Peewee ORM, небольшая, выразительная ORM, встроенная поддержка для SQLite, MySQL и PostgreSQL и специальное расширение для H-Store, с открытым исходным кодом
- SQLAlchemy, с открытым исходным кодом
- SQLObject, с открытым исходным кодом
- Storm, с открытым исходным кодом (LGPL 2.1) разработанная в Canonical Ltd.
- Tryton, с открытым исходным кодом
- web2py, средства из ORM обрабатываются DAL в web2py, с открытым исходным кодом
- PonyORM, ORM с открытым исходным кодом, предоставляет уникальный "pythonic" интерфейс для работы с данными
- Orator, ActiveRecord ORM, которая очень похожа на ORM Eloquent из мира PHP.

## Ruby
- ActiveRecord, как часть Ruby on Rails, с открытым исходным кодом
- Sequel,[6], с открытым исходным кодом
- Datamapper (неактивный)
- iBATIS (неактивный)

## JavaScript
- Sequelize, ORM для Node.js, основанная на отложенной стратегии вычислений (promise)
- TypeORM, ORM для Node.js полностью написанная на typescript
- Objection, ORM для  Node.js основанная на knex query builder
- Waterline,  ORM для Node.js изначально бывшая частью MVC фреймворка sails.js
- JugglerDB, ORM для Node.js форк этой используется например в фреймворке loopback
- Prisma, ORM для Node.js использующая схемы декларативного определения моделей данных.

## Smalltalk
- TOPLink/Smalltalk, от Oracle, Smalltalk предшественник Java версии TopLink

## Visual Basic 6.0
- DatabaseObjects, с открытым исходным кодом